# Уньга (деревня)
Уньга — деревня в Топкинском районе Кемеровской области. Входит в состав Черемичкинского сельского поселения.

## География
Центральная часть населённого пункта расположена на высоте 251 метров над уровнем моря.

## Население
По данным Всероссийской переписи населения 2010 года, в деревне Уньга проживает 39 человек (23 мужчины, 16 женщин).